# Sinolimprichtia
Sinolimprichtia es un género monotípico de planta herbácea perteneciente a la familia Apiaceae. Su única especie: Sinolimprichtia alpina es originaria de Asia.

## Descripción
Es una planta herbácea que alcanza un tamaño de (8-) 15-30 cm de altura. Tallo de (0.5-) 1-2.5 (-3) cm de espesor. Pecíolos 2-10 cm, delgado, vainas estrechas oblongas, de 3-6 x 1-1,5 cm, hoja ovado-oblongas u oblongo, 4-7 x 2,5-7 cm, 5-6 pares de pinnas, pinnas proximal corto peciolulados; últimos segmentos lineales, 1-4 × 0,5-2 mm, ápice redondeado, toda o 2-3-dentada. Umbelas primarias (3 -) 6-16 cm de ancho; brácteas 1-4 cm, aproximadamente la mitad, siempre y cuando los rayos, rayos de 15-35 (-50), 2-9 cm, subequal, suberectos-ascendente, hueco y estriado; pedicelos 2-7 mm, de alas membranosas. Cáliz con dientes 0,4-0,8 mm, persistente en el fruto. Pétalos 2-2,5 × 1.2 a 1.5 mm. Anteras de color púrpura oscuro. Estilos de 1,5-2 mm. Frutas de 4 × 1,5 mm. Fl. Mayo-septiembre, fr. Julio-octubre.

## Distribución y hábitat
Planta alpina que se encuentra en las laderas cubiertas de hierba, en zonas arenosas alpinas, escarpes, grietas en las rocas; a una altitud de 3300-5000 metros Qinghai, Sichuan, Xizang y Yunnan.

## Taxonomía
Sinolimprichtia alpina fue descrita por Karl Friedrich August Hermann Wolff y publicado en Repert. Spec. Nov. Regni Veg. Beih. 12: 449 449 1922.